# Zimske olimpijske igre 2018
XXIII. zimske olimpijske igre so potekale v okrožju Pjongčang v Južni Koreji od 9. do 25. februarja 2018. To so bile 23. zimske olimpijske igre zapovrstjo.

## Izbira gostitelja
Za organizacijo iger leta 2018 so se potegovala še mesta München, Nemčija in Annecy, Francija.
| Pjongčang | Južna Koreja | 63 |
| München   | Nemčija      | 25 |
| Annecy    | Francija     | 7  |

15. oktobra. 2009 je Mednarodni olimpijski komite na 201. zasedanju v Durbanu odločal o gostitelju Zimskih olimpijskih iger 2018 in izbral južnokorejski Pjongčang.

## Prizorišča

### Središče Alpensia
- Olimpijski Park Hoenggye, ceremonije
- Alpensia Ski Jumping Stadion – smučarski skoki in nordijska kombinacija
- Alpensia Biathlon Centre – biatlon
- Alpensia nordijsk centar – smučarski teki in nordijska kombinacija
- Alpensia Sliding Centre – sankanje, bob in skiatlon
- Yongpyong Resort – alpsko smučanje (tehnične discipline)

### Obalno središče
- Gangneung Indoor Ice Rink – krling
- Union Hockey Centre – hokej
- Gangneung Sports Complex Speed Skating facility - hitrostno drsanje
- Gyeongpo ledena dvorana – umetnostno drsanje
- Kwandong univerzitetska arena - hokej

### Samostojna prizorišča
- Bokwang Phoenix Park – smučanje prostega sloga in deskanje
- Jungbong – alpsko smučanje (hitre discipline)

## Medalje
*   Južna Koreja
| Poz.       | Država              | Zlato | Srebro | Bron | Skupaj |
| ---------- | ------------------- | ----- | ------ | ---- | ------ |
| 1          | Norveška (NOR)      | 14    | 14     | 11   | 39     |
| 2          | Nemčija (GER)       | 14    | 10     | 7    | 31     |
| 3          | Kanada (CAN)        | 11    | 8      | 10   | 29     |
| 4          | ZDA (USA)           | 9     | 8      | 6    | 23     |
| 5          | Nizozemska (NED)    | 8     | 6      | 6    | 20     |
| 6          | Švedska (SWE)       | 7     | 6      | 1    | 14     |
| 7          | Južna Koreja (KOR)* | 5     | 8      | 4    | 17     |
| 8          | Švica (SUI)         | 5     | 6      | 4    | 15     |
| 9          | Francija (FRA)      | 5     | 4      | 6    | 15     |
| 10         | Avstrija (AUT)      | 5     | 3      | 6    | 14     |
| 11–30      | Ostalo              | 20    | 29     | 41   | 90     |
| Skupaj: 30 | Skupaj: 30          | 103   | 102    | 102  | 307    |

## Spored
| OT | Otvoritev | ● | Kvalifikacije | 1 | Št. tekem | GE | Gala ekshibicija | ZK | Zaključek |

| Februar                | Februar                | 8 Čet | 9 Pet | 10 Sob | 11 Ned | 12 Pon | 13 Tor | 14 Sre | 15 Čet | 16 Pet | 17 Sob | 18 Ned | 19 Pon | 20 Tor | 21 Sre | 22 Čet | 23 Pet | 24 Sob | 25 Ned | Št. tekem |
| ---------------------- | ---------------------- | ----- | ----- | ------ | ------ | ------ | ------ | ------ | ------ | ------ | ------ | ------ | ------ | ------ | ------ | ------ | ------ | ------ | ------ | --------- |
| Ceremonija             | Ceremonija             |       | OT    |        |        |        |        |        |        |        |        |        |        |        |        |        |        |        | ZK     | N/A       |
| Alpsko smučanje        | Alpsko smučanje        |       |       |        | 1      | 1      | 1      | 1      | 1      |        | 1      | 1      |        |        | 1      | 1      | 1      | 1      |        | 11        |
| Biatlon                | Biatlon                |       |       | 1      | 1      | 2      |        | 1      | 1      |        | 1      | 1      |        | 1      |        | 1      | 1      |        |        | 11        |
| Bob                    | Bob                    |       |       |        |        |        |        |        |        |        |        | ●      | 1      | ●      | 1      |        |        | ●      | 1      | 3         |
| Smuč. tek              | Smuč. tek              |       |       | 1      | 1      |        | 2      |        | 1      | 1      | 1      | 1      |        |        | 2      |        |        | 1      | 1      | 12        |
| Curling                | Curling                | ●     | ●     | ●      | ●      | ●      | 1      | ●      | ●      | ●      | ●      | ●      | ●      | ●      | ●      | ●      | ●      | 1      | 1      | 3         |
| Umetnostno drsanje     | Umetnostno drsanje     |       | ●     |        | ●      | 1      |        | ●      | 1      | ●      | 1      |        | ●      | 1      | ●      |        | 1      |        | EG     | 5         |
| Smuč. prostega sloga   | Smuč. prostega sloga   |       | ●     |        | 1      | 1      |        |        | ●      | 1      | 1      | 2      | ●      | 1      | 1      | 1      | 1      |        |        | 10        |
| Hokej na ledu          | Hokej na ledu          |       |       | ●      | ●      | ●      | ●      | ●      | ●      | ●      | ●      | ●      | ●      | ●      | ●      | 1      | ●      | ●      | 1      | 2         |
| Sankanje               | Sankanje               |       |       | ●      | 1      | ●      | 1      | 1      | 1      |        |        |        |        |        |        |        |        |        |        | 4         |
| Nordijska kombinacija  | Nordijska kombinacija  |       |       |        |        |        |        | 1      |        |        |        |        |        | 1      |        | 1      |        |        |        | 3         |
| Hit. drs. kratke proge | Hit. drs. kratke proge |       |       | 1      |        |        | 1      |        |        |        | 2      |        |        | 1      |        | 3      |        |        |        | 8         |
| Skeleton               | Skeleton               |       |       |        |        |        |        |        | ●      | 1      | 1      |        |        |        |        |        |        |        |        | 2         |
| Smučarski skoki        | Smučarski skoki        | ●     |       | 1      |        | 1      |        |        |        | ●      | 1      |        | 1      |        |        |        |        |        |        | 4         |
| Deskanje na snegu      | Deskanje na snegu      |       |       | ●      | 1      | 1      | 1      | 1      | 1      | 1      |        |        | ●      |        | ●      | ●      | 1      | 3      |        | 10        |
| Hitrostno drsanje      | Hitrostno drsanje      |       |       | 1      | 1      | 1      | 1      | 1      | 1      | 1      |        | 1      | 1      |        | 2      |        | 1      | 2      |        | 14        |
| Število tekem – dnevno | Število tekem – dnevno |       |       | 5      | 7      | 8      | 8      | 6      | 7      | 5      | 9      | 6      | 3      | 5      | 7      | 8      | 6      | 8      | 4      | 102       |
| Tekme – skupaj         | Tekme – skupaj         |       |       | 5      | 12     | 20     | 28     | 34     | 41     | 46     | 55     | 61     | 64     | 69     | 76     | 84     | 90     | 98     | 102    |           |
| Februar                | Februar                | 8 Čet | 9 Pet | 10 Sob | 11 Ned | 12 Pon | 13 Tor | 14 Sre | 15 Čet | 16 Pet | 17 Sob | 18 Ned | 19 Pon | 20 Tor | 21 Sre | 22 Čet | 23 Pet | 24 Sob | 25 Ned | Št. tekem |

## Sodelujoče države
Države, ki so sodelovale na olimpijskih igrah 2018:
| Sodelujoče države | Sodelujoče države |
| --- | --- |
| - Albanija (2) - Andora (5) - Argentina (7) - Armenija (3) - Avstralija (51) - Avstrija (105) - Azerbajdžan (1) - Belorusija (33) - Belgija (22) - Bermuda (1) - Bolivija (2) - Bosna in Hercegovina (4) - Brazilija (9) - Bolgarija (21) - Kanada (226) - Čile (7) - Kitajska (82) - Kolumbija (4) - Hrvaška (19) - Ciper (1) - Češka (95) - Danska (17) - Ekvador (1) - Eritreja (1) - Estonija (22) - Finska (106) - Francija (107) - Gruzija (4) - Nemčija (156) - Gana (1) - Združeno kraljestvo (59) - Grčija (4) - Hongkong (1) - Madžarska (19) - Islandija (5) - Indija (2) - Iran (4) - Irska (5) - Izrael (10) - Italija (122) - Jamajka (3) - Japonska (124) - Kazahstan (46) - Kenija (1) - Severna Koreja (22) - Južna Koreja (122) (G) - Kosovo (1) - Kirgizistan (2) - Latvija (34) - Libanon (3) - Lihtenštajn (3) - Litva (9) - Luksemburg (1) - Makedonija (3) - Madagaskar (1) - Malezija (2) - Malta (1) - Mehika (4) - Moldavija (2) - Monako (3) - Mongolija (2) - Črna gora (3) - Maroko (2) - Nizozemska (33) - Nova Zelandija (21) - Nigerija (3) - Norveška (109) - Olimpijski športniki iz Rusije (169) - Pakistan (2) - Filipini (2) - Poljska (62) - Portugalska (2) - Portoriko (1) - Romunija (27) - San Marino (1) - Srbija (4) - Singapur (1) - Slovaška (56) - Slovenija (71) - Južna Afrika (1) - Španija (13) - Švedska (116) - Švica (169) - Kitajski Tajpej (4) - Tajska (4) - Vzhodni Timor (1) - Togo (1) - Tonga (1) - Turčija (8) - Ukrajina (33) - ZDA (242) - Uzbekistan (2) | |
| Države, ki so na OI 2014, ne sodelujejo pa na OI 2018. | Države, ki na OI niso sodelovale, sodelujejo pa na OI 2018. |
| - Britanski Deviški otoki - Kajmanji otoki - Dominika - Nepal - Paragvaj - Peru - Rusija - Tadžikistan - Venezuela - Ameriški Deviški otoki - Zimbabve | - Bolivija - Kolumbija - Ekvador - Eritreja - Gana - Kenija - Severna Koreja - Kosovo - Madagaskar - Malezija - Nigerija - Portoriko - Singapur - Južna Afrika |

#### Število tekmovalcev
| Kratica | Država                         | Št. športnikov |
| ------- | ------------------------------ | -------------- |
| USA     | ZDA                            | 242            |
| CAN     | Kanada                         | 226            |
| SUI     | Švica                          | 169            |
| OAR     | Olimpijski športniki iz Rusije | 168            |
| GER     | Nemčija                        | 156            |
| JPN     | Japonska                       | 124            |
| ITA     | Italija                        | 122            |
| KOR     | Južna Koreja                   | 122            |
| SWE     | Švedska                        | 116            |
| NOR     | Norveška                       | 109            |
| FRA     | Francija                       | 107            |
| FIN     | Finska                         | 106            |
| AUT     | Avstrija                       | 105            |
| CZE     | Češka                          | 95             |
| CHN     | Kitajska                       | 82             |
| SLO     | Slovenija                      | 71             |
| POL     | Poljska                        | 62             |
| GBR     | Združeno kraljestvo            | 59             |
| SVK     | Slovaška                       | 56             |
| AUS     | Avstralija                     | 51             |
| KAZ     | Kazahstan                      | 46             |
| LAT     | Latvija                        | 34             |
| NED     | Nizozemska                     | 33             |
| BLR     | Belorusija                     | 33             |
| UKR     | Ukrajina                       | 33             |
| ROU     | Romunija                       | 27             |
| EST     | Estonija                       | 22             |
| BEL     | Belgija                        | 22             |
| PRK     | Severna Koreja                 | 22             |
| BUL     | Bolgarija                      | 21             |
| NZL     | Nova Zelandija                 | 21             |
| CRO     | Hrvaška                        | 19             |
| HUN     | Madžarska                      | 19             |
| DEN     | Danska                         | 17             |
| ESP     | Španija                        | 13             |
| ISR     | Izrael                         | 10             |
| BRA     | Brazilija                      | 9              |
| LTU     | Litva                          | 9              |
| TUR     | Turčija                        | 8              |
| CHI     | Čile                           | 7              |
| ARG     | Argentina                      | 7              |
| AND     | Andora                         | 5              |
| ISL     | Islandija                      | 5              |
| IRL     | Irska                          | 5              |
| BIH     | Bosna in Hercegovina           | 4              |
| COL     | Kolumbija                      | 4              |
| GEO     | Gruzija                        | 4              |
| GRE     | Grčija                         | 4              |
| IRI     | Iran                           | 4              |
| MEX     | Mehika                         | 4              |
| SRB     | Srbija                         | 4              |
| TPE     | Kitajski Tajpej                | 4              |
| THA     | Tajska                         | 4              |
| ARM     | Armenija                       | 3              |
| JAM     | Jamajka                        | 3              |
| LBN     | Libanon                        | 3              |
| LIE     | Lihtenštajn                    | 3              |
| MKD     | Makedonija                     | 3              |
| MON     | Monako                         | 3              |
| MNE     | Črna gora                      | 3              |
| NGR     | Nigerija                       | 3              |
| ALB     | Albanija                       | 2              |
| BOL     | Bolivija                       | 2              |
| IND     | Indija                         | 2              |
| KGZ     | Kirgizistan                    | 2              |
| MAS     | Malezija                       | 2              |
| MDA     | Moldavija                      | 2              |
| MGL     | Mongolija                      | 2              |
| MAR     | Maroko                         | 2              |
| PAK     | Pakistan                       | 2              |
| PHI     | Filipini                       | 2              |
| POR     | Portugalska                    | 2              |
| UZB     | Uzbekistan                     | 2              |
| AZE     | Azerbajdžan                    | 1              |
| BER     | Bermuda                        | 1              |
| CYP     | Ciper                          | 1              |
| ECU     | Ekvador                        | 1              |
| ERI     | Eritreja                       | 1              |
| GHA     | Gana                           | 1              |
| HKG     | Hongkong                       | 1              |
| KEN     | Kenija                         | 1              |
| KOS     | Kosovo                         | 1              |
| LUX     | Luksemburg                     | 1              |
| MAD     | Madagaskar                     | 1              |
| MLT     | Malta                          | 1              |
| PUR     | Portoriko                      | 1              |
| SMR     | San Marino                     | 1              |
| SGP     | Singapur                       | 1              |
| RSA     | Južna Afrika                   | 1              |
| TLS     | Vzhodni Timor                  | 1              |
| TGA     | Tonga                          | 1              |
| TOG     | Togo                           | 1              |

## Galerija
- Zlata olimpijska medalja.
- Logotip.